# انتقال رسوب

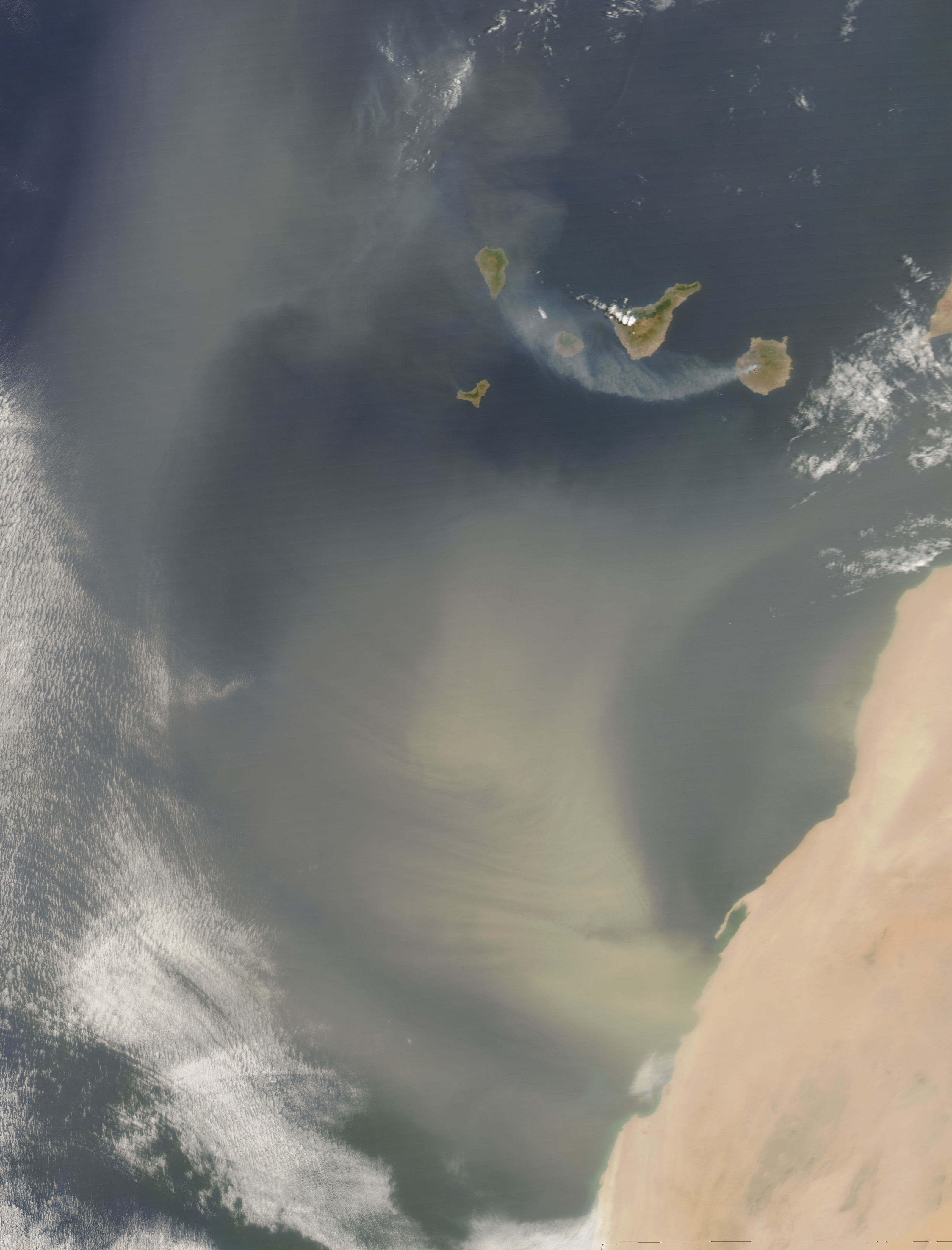
وزش گرد و خاک از صحرای بزرگ آفریقا روی اقیانوس اطلس به سوی جزایر قناری

انتقال رسوب، جابجایی ذرات جامد (رسوب) معمولاً در اثر ترکیب گرانش وارد بر رسوب یا جابجایی سیال حاوی رسوب است. انتقال رسوب در سامانه‌های طبیعی دارای سنگ آواری مانند ماسه، شن و قلوه‌سنگ، گل (خاک) یا رس رخ می‌دهد. سیال شامل هوا، آب یا یخ است. نیروی گرانش می‌تواند ذرات را روی سطح شیب‌داری که روی آن در حالت سکون هستند، حرکت دهد. انتقال رسوب ناشی از حرکت سیال در رودها، اقیانوس‌ها، دریاچه‌ها، دریاها و سایر توده‌های بزرگ آبی ناشی از جریان و جزر و مد رخ می‌دهد. هم‌چنین یخچال‌های طبیعی می‌توانند با حرکت خود، انتقال را موجب شوند. وزش باد روی سطوح خاکی نیز منجر به انتقال رسوب می‌شود. انتقال رسوب ناشی از نیروی گرانش عموماً در سطوح شیب‌دار مانند تپه‌ها، دیواره‌ها، پرتگاه‌ها و مرز فلات قاره با شیب قاره رخ می‌دهد.
انتقال رسوب در بخش‌های رسوب‌شناسی، ژئومورفولوژی، مهندسی عمران و مهندسی محیط زیست اهمیت دارد. مطالعهٔ انتقال رسوب اغلب برای تعیین محل وقوع فرسایش یا رسوب‌گذاری و مقدار آن و زمان و مسافت رخ‌داد آن انجام می‌شود.

## سازوکار

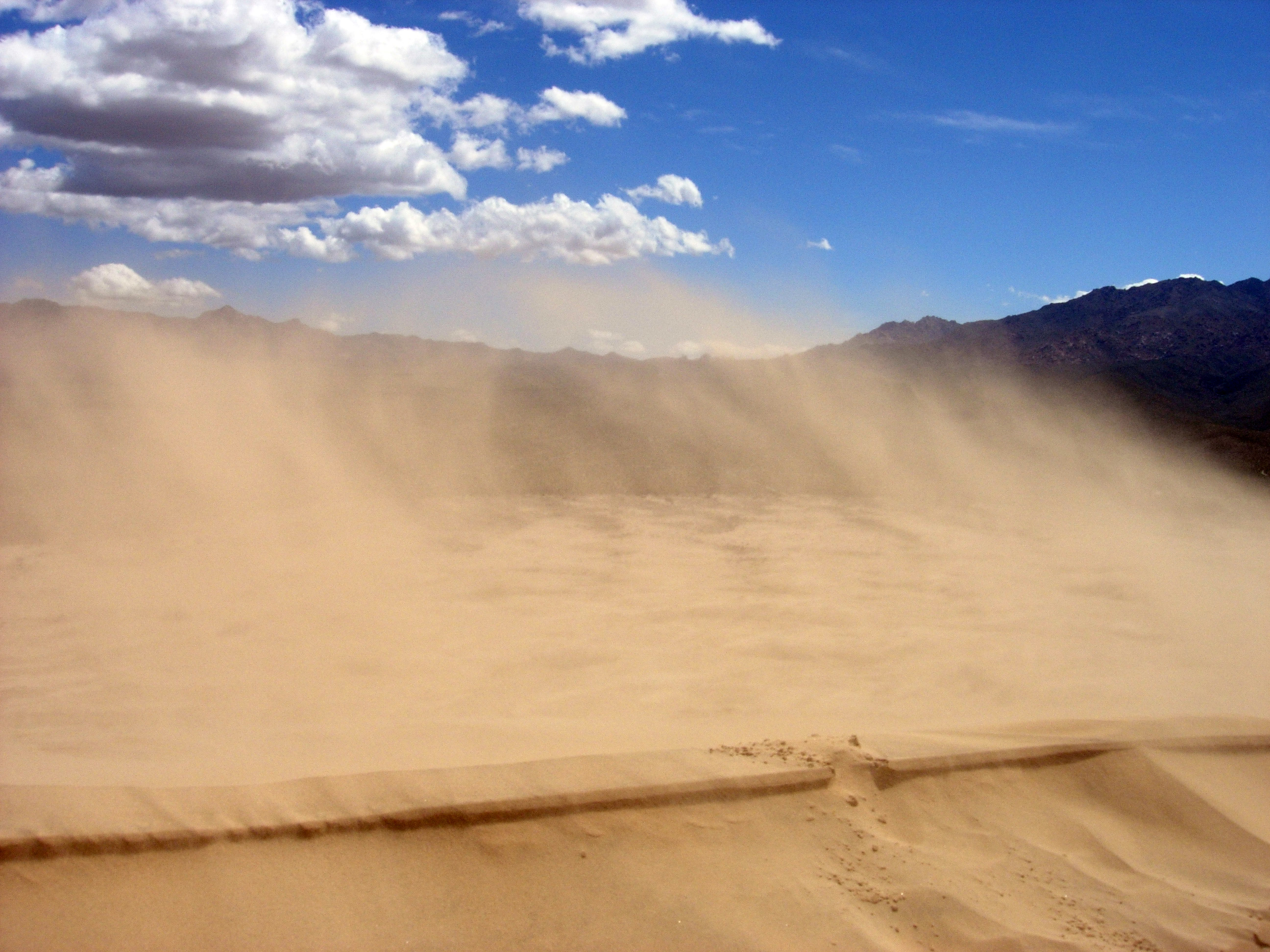
وزش ماسه در بیابان موهاوی کالیفرنیا

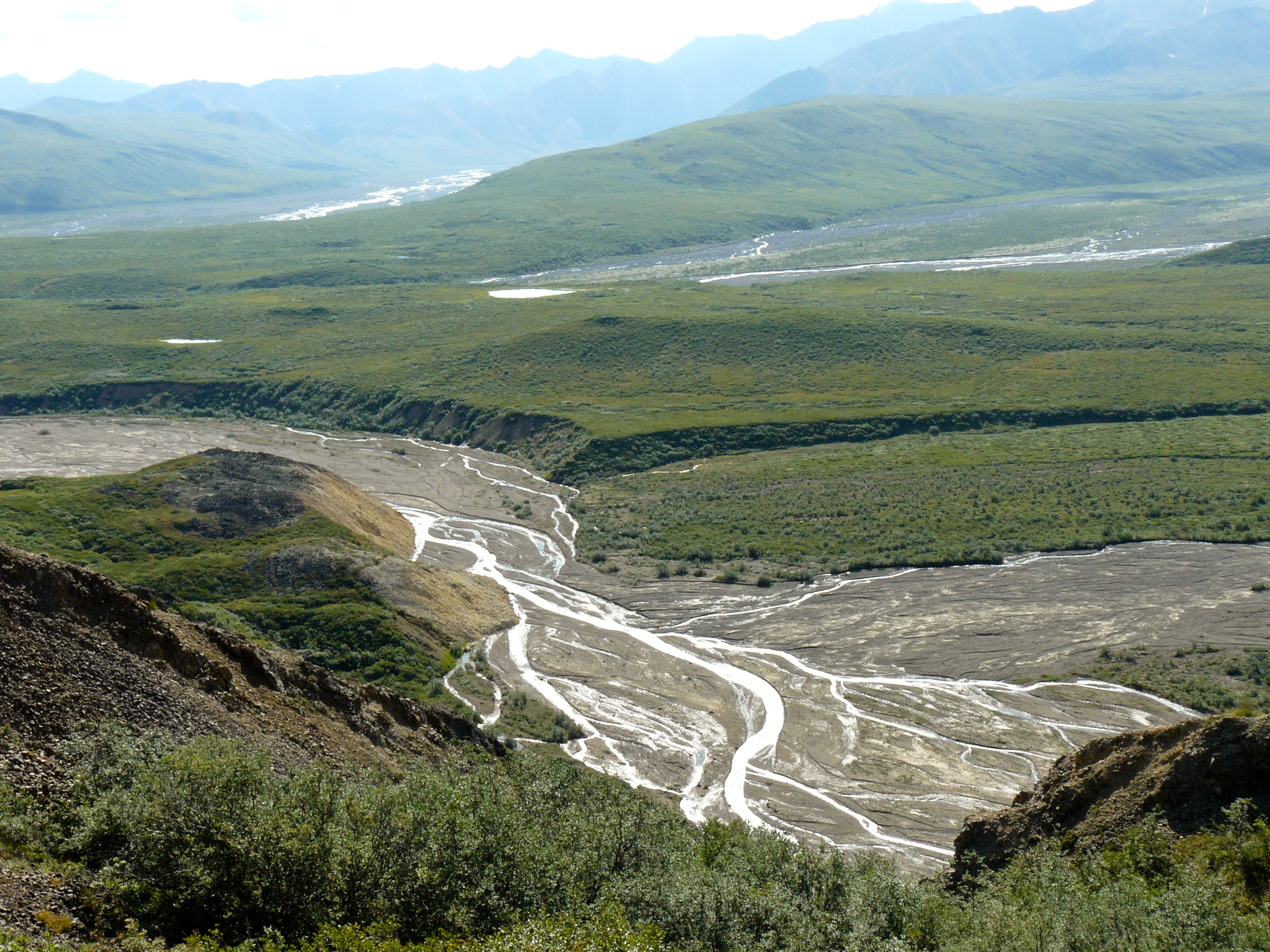
رود توکلات در پارک ملی و منطقه حفاظت‌شده دنالی آلاسکا. شکل این رودخانه، مانند سایر رودخانه‌های شریانی به دلیل فرایندهای فرسایش، انتقال رسوب و رسوب‌گذاری، به سرعت تغییر می‌کند.

### بادی
فرایندهای بادی حاصل فعالیت باد و به‌ویژه توانایی باد در شکل‌دادن و تغییر سطح زمین است. باد قادر به کاوش، جابه‌جایی و تراکم مواد است و در نواحی با پوشش گیاهی ضعیف، عاملی مؤثر در فرسایش رسوبات سست به‌شمار می‌رود. اگرچه در بیشتر محیط‌ها آب و فرایندهای رودخانه‌ای قدرت حمل رسوب بیشتری نسبت به باد دارند ولی فرایندهای بادی در محیط‌هایی مانند بیابان از اهمیت بیشتری برخوردار است.
فرایند فرسایش بادی نتیجهٔ شکل‌گیری تل‌ماسه‌ها و تپه‌های ماسه‌ای است. عموماً ذرات منتقل شده از نوع ماسه ریز (کوچک‌تر از ۱ میلی‌متر) و کوچکتر هستند، زیرا جو زمین سیالی با چگالی و گرانروی کم است و نمی‌تواند مقاومت برشی زیادی به بستر خود اعمال کند.
شکل‌های بستر در محیط‌های خاکی توسط انتقال رسوب ناشی از باد ساخته می‌شوند. موج‌نقش و تلماسه‌ها پاسخ طبیعی به انتقال رسوب هستند.
انتقال رسوب ناشی از باد در ساحل‌ها و نواحی خشک، متداول است؛ زیرا در این ناحیه‌ها بافت گیاهی وجود ندارد که از حرکت توده‌های ماسه جلوگیری کند. رطوبت موجود در نقاط مرطوب، باعث چسبیدن ذرات به یکدیگر و تثبیت پوشش خاک می‌شود.
گرد و غبار بسیار ریزدانه که با وزش باد برمی‌خیزد، می‌تواند به لایه‌های بالاتر جو وارد شود و در هوای پیرامون زمین حرکت کند. گرد و غبار ناشی از صحرای بزرگ آفریقا در جزایر قناری و جزایر کارائیب و گرد و غبار ناشی از کانزاس در اقیانوس اطلس ترسیب می‌شود. این رسوب برای تقویت خاک و اکولوژی جزیره‌های متعددی اهمیت دارد.
جابجایی رسوبات ریزدانه توسط باد، بادرفت نامیده می‌شود. این پدیده می‌تواند منجر به ایجاد گودال‌هایی در سطح زمین شود. پدیده بادرفت، زمانی که پوششی از شن‌های درشت و قلوه سنگ، سطح زمین را بپوشاند، متوقف می‌شود.

### آبی
رودخانه‌ها و نهرها به همراه آب، رسوبات را حمل و جابه‌جا می‌کنند. آب در هنگام جریان داشتن در بستر کانال خود قادر است رسوبات را به سمت پایین‌دست حوضه خود حمل و جابه‌جا نماید. این جابه‌جایی به شکل بار بستر و بار معلق یا محلول صورت می‌گیرد. میزان حمل رسوبات به مقدار موجود بودن رسوبات و میزان دبی رود دارد.
همچنین رودخانه‌ها می‌توانند سنگ‌های بستر خود و دامنه‌های پیرامون خود را فرسایش داده و رسوبات جدیدی تولید نمایند. به‌این صورت رودخانه‌ها تنظیم‌کننده سطح اساس در تحول و دگرگونی چشم‌اندازهای بزرگ‌مقیاس در محیط‌های غیریخچالی محسوب می‌شوند.
فرایندهای رسوب رودخانه‌ای در پدیده‌هایی مانند رودخانه‌ها، جریان‌های آبی و سیل‌های ناگهانی به جریان آب وابسته هستند. رسوبی که توسط آب حمل می‌شود، می‌تواند از رسوبی که توسط هوا حمل می‌شود، بزرگ‌تر باشد؛ زیرا آب دارای چگالی و گرانروی بیشتری نسبت به هوا است. در رودخانه‌های معمولی، بزرگ‌ترین رسوب حمل شده در اندازهٔ ماسه و شن است، ولی سیلاب‌ها می‌توانند سنگفرش و قلوه‌سنگ را نیز حمل کنند.
انتقال رسوب توسط جریان آب می‌تواند منجر به تشکیل موج‌نقش‌ها و تلماسه‌ها با الگوهای فرسایش دارای شکل خود متشابه، الگوهای پیچیدهٔ سامانه‌های رودخانه‌ای طبیعی و تشکیل دشت‌های سیلابی شود.

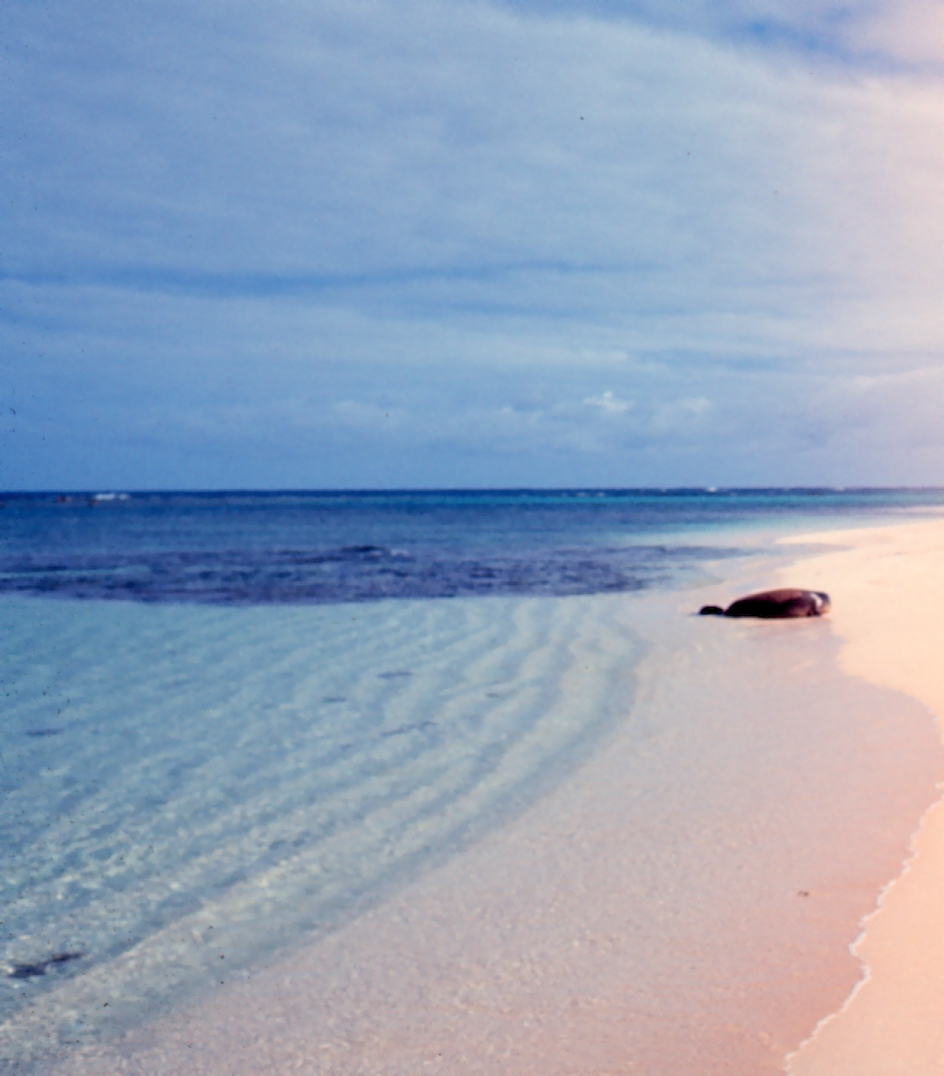
تلماسه‌های ماسه‌ای در سواحل هاوایی. انتقال رسوب ساحلی منجر به تشکیل این تلماسه‌ها در امتدا خط ساحلی می‌شود. فک راهب برای مقایسهٔ ابعاد نشان داده شده‌است.

### ساحلی
باد، امواج، جزر و مد و جریان‌های دریایی مهم‌ترین فرایندهای تأثیرگذار در آب‌های ساحلی هستند. این فرایندها انرژی لازم را برای شکل‌دهی یا تغییر نوار ساحلی از طریق فرسایش، حمل و رسوب‌گذاری تأمین می‌کنند. با وجود این‌که امواج، جزر و مد و جریان‌های دریایی در ارتباط با همدیگر عمل می‌کنند، ولی یکی از فرایندها ممکن است اثر دیگر فرایندها را افزایش یا کاهش دهد.
انتقال رسوب ساحلی در محیط‌های نزدیک ساحل بر اثر حرکت موج و جریان رخ می‌دهد. در دهانهٔ رودخانه‌ها، فرایندهای انتقال رسوب ساحلی و رسوب رودخانه‌ای با هم ترکیب می‌شوند و دلتاها را شکل می‌دهند. انتقال رسوب ساحلی باعث شکل‌گیری شکل‌های خاص ساحلی مانند جزیره سدی می‌شود.

### یخچالی
هنگامی که یخچال‌ها روی بستر خود حرکت می‌کنند، موادی با اندازه‌های گوناگون را با خود حمل می‌کنند. یخچال‌ها می‌توانند توده‌های بزرگی به ابعاد چند متر را جابجا کنند و سطح زیرین خود را صاف کنند. هم‌چنین یخچال‌ها می‌توانند صخره‌ها را به پودر سنگ تبدیل کنند که به اندازه‌ای ریز است که می‌تواند توسط باد، جابجا شود و تودهٔ بادرفت ایجاد کند. رسوب حمل شده توسط یخچال، تقریباً در امتداد خط سیر یخچال، حرکت می‌کند. حرکت تدریجی یخ به‌سمت پایین باعث سایش و برداشت سنگ‌های زیرین و کناری یخچال می‌شود. سایش یخچال موادی ریزدانه به‌نام آردسنگ یخچالی تولید می‌کند. آوار و رسوباتی که توسط یخچال حمل شده و پس از عقب‌نشینی یخچال به‌جا می‌ماند یخرفت نام دارد. فرسایش یخچالی باعث ایجاد دره‌های U شکل می‌شود، برخلاف دره‌های V شکل که منشاٰ رودخانه‌ای دارند.

### دامنه‌ای
سنگ و خاک تحت تأثیر نیروی گرانش به شکل خزش، لغزش، جریان‌های گِلی، ریزش به سمت پایین دامنه جابه‌جا می‌شود. فرایندهای دامنه‌ای می‌توانند شکل سطح دامنه‌ها را تغییر دهند که این تغییر نیز به نوبه خود می‌تواند باعث تغییر در فرایندهای دامنه‌ای شود.
آن‌دسته از فرایندهای دامنه‌ای که به حد آستانه بحرانی می‌رسند، قادر به جابه‌جایی حجم بسیار زیادی از مواد به‌صورت بسیار سریع هستند که این موضوع، فرایندهای دامنه‌ای را به عاملی بسیار مهم در تغییر چشم‌اندازهای دارای فعالیت تکتونیکی تبدیل ساخته‌است.
در انتقال رسوب دامنه‌ای، چند فرایند منجر به جابجایی رو به پایین سنگ‌پوشه می‌شوند:
- زمین‌خزه
- جابجایی خاک توسط حیوانات حفار
- ریزش ناگهانی و زمین‌لغزش دامنه

این فرایندها معمولاً با یکدیگر ترکیب می‌شوند و به نیمرخ طولی دامنه، شکلی مانند حل معادلهٔ پراکنش می‌دهند که ضریب پراکندگی آن وابسته به کیفیت انتقال رسوب روی آن دامنه است. به این دلیل، نوک تپه‌ها معمولاً سهمی‌شکل است که در نزدیکی دره، تقعر آن تغییر می‌کند.
دامنه‌ها با افزایش شیبشان بیشتر در معرض زمین‌لغزش‌های متوالی و سایر پدیده‌های حجمی قرار می‌گیرند؛ بنابراین، بهتر است که فرایندهای دامنه‌ای با معادلهٔ پراکنش غیرخطی توصیف شوند. در این معادله، پراکنش در شیب‌های ملایم حاکم است و هنگامی که شیب دامنه به مقدار بحرانی زاویه اصطکاک داخلی خاک نزدیک می‌شود، نرخ فرسایش به بی‌نهایت میل می‌کند.

### جریان آواری (Debries)
در جریان‌های آواری، حجم زیادی از ماده شامل مخلوط‌های بسیار متراکم گل، قطعاتی به بزرگی قلوه‌سنگ و آب جابجا می‌شود. جریان‌های آواری مانند جریان‌های دانه‌ای به سوی دره‌ها جابجا می‌شوند. از آن‌جایی‌که این جریان‌ها رسوب را به صورت جریان دانه‌ای منتقل می‌کنند، سازوکار و مقدار ظرفیت انتقال آن‌ها با سایر سامانه‌های آبی متفاوت است.

## کاربرد

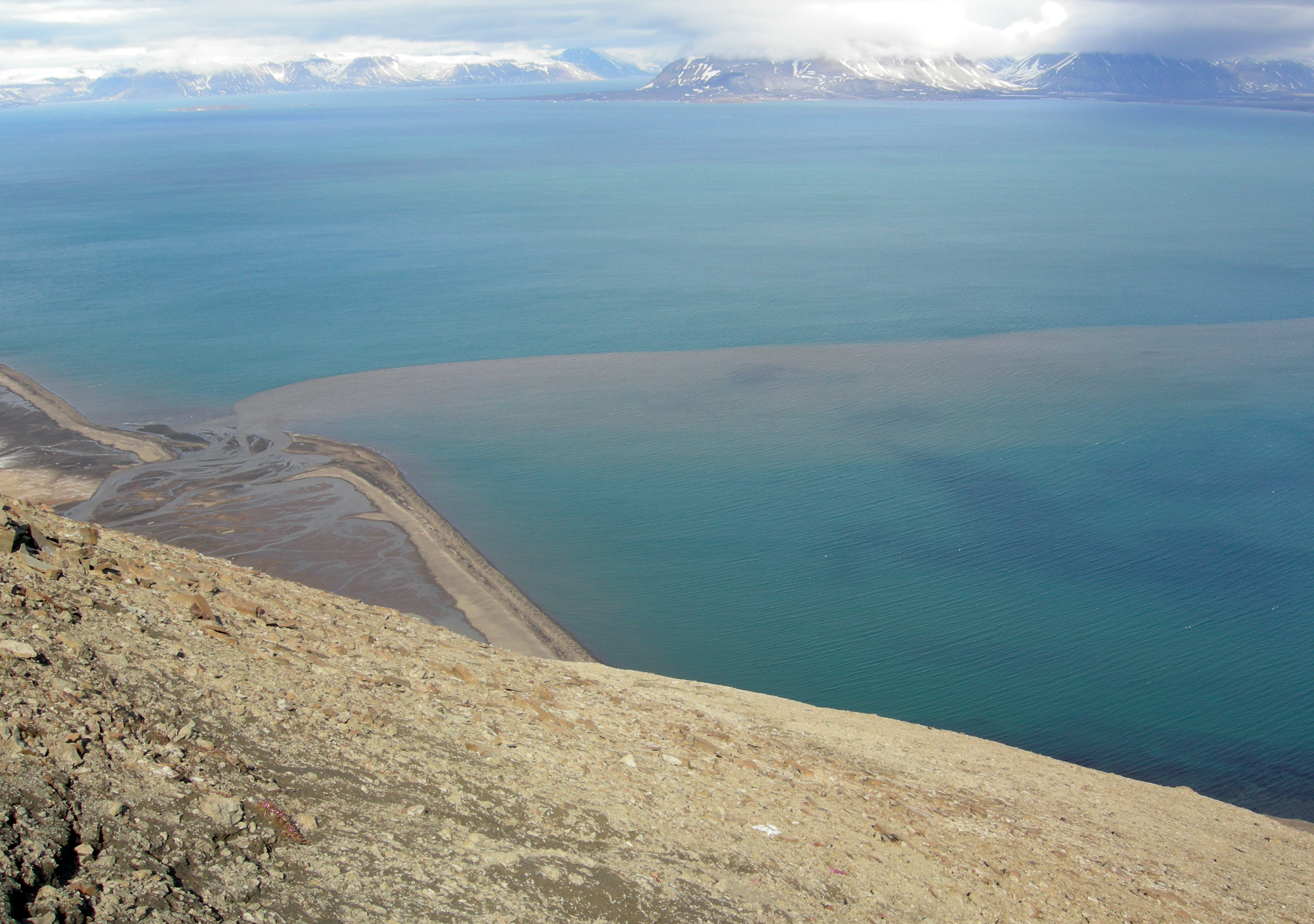
رسوب معلق جریان در یک فیورد تخلیه می‌شود. (ایسفیوردن سفالبارد نروژ)

انتقال رسوب برای حل بسیاری از مسائل زیست‌محیطی، ژئوتکنیکی و زمین‌شناسی کاربرد دارد. هم‌چنین اندازه‌گیری انتقال رسوب و فرسایش، در مهندسی سواحل حائز اهمیت است. چندین دستگاه برای اندازه‌گیری فرسایش رسوب طراحی شده‌اند. یکی از این دستگاه‌ها با نام BEAST برای اندازه‌گیری نرخ فرسایش رسوب، تنظیم شده‌است. جابجایی رسوب در فراهم‌سازی محیط زندگی برای ماهی‌ها و سایر ارگانیسم‌های رودخانه‌ای نیز اهمیت دارد.
جریان رسوب به درون مخزن سد، دلتای مخزن را شکل می‌دهد. این دلتا به تدریج مخزن را پر می‌کند که برای رفع آن باید مخزن لایروبی شود یا این که سد از بهره‌برداری خارج شود. دانستن انتقال رسوب می‌تواند در طراحی مناسب برای افزایش عمر سد، به کار رود.
جریان در تبدیل‌ها، روی سرریزها و پیرامون پایهٔ پل‌ها می‌تواند باعث فرسایش بستر شود. این فرسایش می‌تواند به محیط زیست آسیب برساند و پی سازه‌ها را نمایان یا بدون تکیه‌گاه کند؛ بنابراین شناسایی سازوکار انتقال رسوب در یک محیط ساخته شده برای مهندسان سازه و هیدرولیک اهمیت دارد.
هنگامی که بر اثر فعالیت‌های انسانی، میزان رسوب معلق افزایش یابد، ممکن است مشکلاتی مانند پر شدن کانال‌ها شود.

## آستانهٔ حرکت

### تعادل تنش
برای آغاز انتقال رسوب ساکن توسط سیال، تنش برشی بستر {\displaystyle \tau _{b}} ناشی از سیال باید به تنش برشی بحرانی {\displaystyle \tau _{c}} برسد. معیار اصلی برای آغاز حرکت به صورت زیر است:
{\displaystyle \tau _{b}=\tau _{c}}
این معیار معمولاً با مقایسه میان تنش برشی بی‌بعد ({\displaystyle \tau _{b}*}) و تنش برشی بحرانی بی‌بعد ({\displaystyle \tau _{c}*}) بررسی می‌شود. بی‌بعد کردن برای مقایسه نیروهای محرک حرکت ذره (تنش برشی) با نیروهای مقاوم که در راستای ساکن نگه داشتن آن عمل می‌کنند (شامل چگالی و اندازه ذره) انجام می‌شود. این تنش برشی بی‌بعد ({\displaystyle \tau *}) عدد شیلدز نامیده می‌شود و به صورت زیر تعریف می‌شود:
{\displaystyle \tau *={\frac {\tau }{(\rho _{s}-\rho _{f})(g)(D)}}}
بنابراین معادلهٔ جدیدی که باید حل شود، این است:
{\displaystyle \tau _{b}*=\tau _{c}*}
معادلاتی که در بالا معرفی شدند، تنها برای توصیف انتقال رسوبات درشت‌دانه کاربرد دارند و برای رس و لای قابل استفاده نیستند؛ زیرا برای چنین رسوبات لخته‌ای ساده‌سازی‌های هندسی معادلات بالا قابل اعمال نیستند و هم‌چنین زیر اثر نیروهای الکترواستاتیک درونی هستند. افزون بر این، این معادلات برای انتقال ذرات رسوب رودخانه‌ای در راستای جریان سیال، مانند آنچه در رودخانه‌ها، کانال‌ها و سایر جریان‌های با سطح آزاد وجود دارد، طراحی شده‌اند.
در این معادله تنها یک اندازهٔ رسوب در نظر گرفته می‌شود. در حالی که بستر رودخانه‌ها معمولاً از مخلوطی از ذرات با اندازه‌های گوناگون شکل می‌گیرد. در حالت جابجایی جزئی که تنها بخشی از مخلوط رسوب جابجا می‌شود، به تدریج که رسوبات ریزتر شسته می‌شوند، رسوبات درشت تر مانند شن در بستر رودخانه باقی می‌مانند. احتمال جابجایی رسوبات ریزتر موجود در زیر این لایهٔ شن درشت، کمتر است و در نتیجه انتقال رسوب کاهش می‌یابد. این پدیده، اثر حفاظتی نامیده می‌شود.پوشش‌های گیاهی نیز می‌توانند باعث حفاظت رسوب یا کاهش نرخ فرسایش رسوب شوند.

### تنش برشی بحرانی

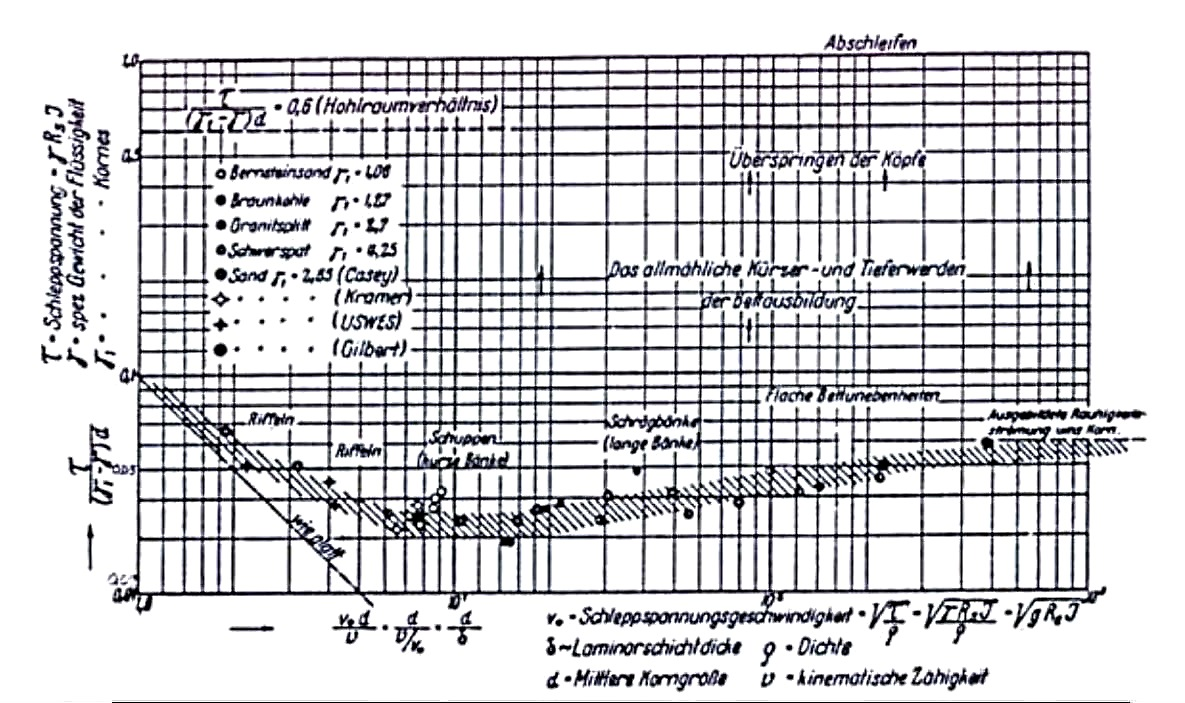
نمودار اصلی شیلدز، ۱۹۳۶

نمودار شیلدز رابطهٔ تجربی میان تنش برشی بحرانی بی‌بعد (یعنی تنش برشی بی‌بعد مورد نیاز برای آغاز حرکت) و شکل خاصی از عدد رینولدز ذره {\displaystyle \mathrm {Re} _{p}} یا عدد رینولدز مرتبط با ذره را نشان می‌دهد؛ بنابراین می‌توانیم معیار آستانهٔ حرکت را به گونه‌ای بنویسیم که تنها وابسته به شکل خاصی از عدد رینولدز ذره باشد که آن را با {\displaystyle \mathrm {Re} _{p}*} نشان می‌دهیم:
{\displaystyle \tau _{b}*=f\left(\mathrm {Re} _{p}*\right)}
اکنون می‌توان این معادله را با استفاده از منحنی تجربی شیلدز حل کرد و {\displaystyle \tau _{c}*} را بر حسب عدد رینولدز ذره به دست آورد. حل عددی این معادله توسط سوباسیش دی انجام شده‌است.

### عدد رینولدز ذره
به‌طور کلی، عدد رینولدز ذره به صورت زیر است:
{\displaystyle \mathrm {Re} _{p}={\frac {U_{p}D}{\nu }}}
که در آن {\displaystyle U_{p}} سرعت مشخصهٔ ذره و {\displaystyle D} قطر دانه (اندازهٔ مشخصهٔ ذره) هستند. هم‌چنین {\displaystyle \nu } لزجت سینماتیکی است که برابر با نسبت لزجت دینامیکی {\displaystyle \mu } به چگالی سیال {\displaystyle {\rho _{f}}} است:
{\displaystyle \nu ={\frac {\mu }{\rho _{f}}}}
عدد رینولدز مشخصهٔ ذره از جایگذاری جملهٔ سرعت در عدد رینولدز ذره با سرعت برشی {\displaystyle u_{*}} که بازنویسی تنش برشی بر حسب سرعت است، به دست می‌آید.
{\displaystyle u_{*}={\sqrt {\frac {\tau _{b}}{\rho _{f}}}}=\kappa z{\frac {\partial u}{\partial z}}}
که {\displaystyle \tau _{b}} تنش برشی بستر و {\displaystyle \kappa ={0.407}} ثابت فن‌کارمن هستند. اکنون عدد رینولدز مشخصهٔ ذره به صورت ذره به دست می‌آید:
{\displaystyle \mathrm {Re} _{p}*={\frac {u_{*}D}{\nu }}}

### تنش برشی بستر
می‌توان از عدد رینولدز مشخصهٔ ذره برای حل تجربی معادله با نمودار شیلدز بهره برد:
{\displaystyle \tau _{c}*=f\left(\mathrm {Re} _{p}*\right)}
که طرف راست معادلهٔ زیر را به دست می‌دهد.
{\displaystyle \tau _{b}*=\tau _{c}*}.
برای حل طرف چپ معادله، به صورت زیر بسط داده می‌شود:
{\displaystyle \tau _{b}*={\frac {\tau _{b}}{(\rho _{s}-\rho _{f})(g)(D)}}}
اکنون باید تنش برشی بستر، {\displaystyle {\tau _{b}}} به دست آید. چند روش برای محاسبهٔ تنش برشی بستر وجود دارد. ساده‌ترین روش آن است که جریان به صورت دائمی یکنواخت فرض شود و عمق و شیب متوسط به کار گرفته شوند. به دلیل سختی اندازه‌گیری میدانی تنش برشی، این روش دارای کاربرد زیادی است.

#### حاصل‌ضرب عمق و شیب بستر
در یک رود با جریان تقریباً پایدار و یکنواخت و دارای عمق تقریباً ثابت h (که نسبت به عرض آن کوچک است) و شیب θ در محدودهٔ مورد بررسی، تنش برشی بستر با فرض برابر بودن مؤلفهٔ مماس بر مسیر نیروی گرانش با نیروی اصطکاک محاسبه می‌شود. در یک کانال عریض:
{\displaystyle \tau _{b}=\rho gh\sin(\theta )}
در شیب‌های کم که تقریباً در همهٔ جریان‌های طبیعی پایین‌دست دیده می‌شود، می‌توان سینوس یک زاویه ({\displaystyle \sin(\theta )}) را با تانژانت آن ({\displaystyle \tan(\theta )}) که با {\displaystyle S} نشان داده می‌شود و همان شیب است، برابر دانست. با اعمال این فرض، نتیجه می‌شود:
{\displaystyle \tau _{b}=\rho ghS}

#### سرعت برشی و ضریب اصطکاک
در یک جریان پایدار، می‌توان معادلهٔ سرعت برشی را به صورت زیر بازنویسی کرد:
{\displaystyle \tau _{b}=\rho u_{*}^{2}}
{\displaystyle u*} با استفاده از ضریب اصطکاک دارسی ویسباخ {\displaystyle C_{f}}، به سرعت متوسط جریان {\displaystyle {\bar {u}}} وابسته می‌شود که برای سازگاری ریاضی بر ۸ تقسیم شده‌است. با اعمال این ضریب اصطکاک:
{\displaystyle \tau _{b}=\rho C_{f}\left({\bar {u}}\right)^{2}}

#### جریان ناپایدار
جریان‌هایی که نمی‌توان آن‌ها را به صورت یک کانال بی‌نهایت با شیب ثابت ساده کرد، می‌توان با اعمال معادلات سن‌ونان برای معادلهٔ پیوستگی (برای در نظر گرفتن شتاب جریان) تنش برشی بستر را به صورت محلی به دست آورد.

## اشکال تعلیق
رسوب معلق در یک جریان می‌تواند در امتداد بستر (به عنوان بار بستر به صورت دانه‌های در حال لغزش و چرخش) یا به صورت بار معلق (هدایت شده توسط جریان اصلی) حرکت کند. ممکن است برخی از مواد رسوبی از بالادست جریان آمده باشند و به صورت ذرات شناور به سوی پایین دست حرکت کنند.

### عدد راس
موقعیت یک ذره معلق درون جریان بر اساس عدد راس مشخص می‌شود. این عدد وابسته به چگالی ‎ρs و قطر d ذره رسوب و چگالی ρ و لزجت دینامیکی ν سیال است.
{\displaystyle P={\frac {w_{s}}{\kappa u_{\ast }}}}
که در آن عدد راس با P نمایش داده می‌شود. صورت عبارت، سرعت ته‌نشینی ‎ws رسوب است که در ادامه توضیح داده می‌شود. سرعت جریان روی ذره نیز به صورت حاصل ضرب ثابت فن کارمن ‎κ=۰٫۴ و سرعت برشی ‎u∗ محاسبه می‌شود.
عدد روز مورد نیاز برای انتقال به عنوان بار بستر، بار معلق و بار شناور در جدول زیر ارائه شده‌است.
| نوع انتقال           | عدد راس    |
| -------------------- | ---------- |
| آستانهٔ حرکت          | >۷٫۵       |
| بار بستر             | >۲٫۵, <۷٫۵ |
| بار معلق: ۵۰٪ تعلیق  | >۱٫۲, <۲٫۵ |
| بار معلق: ۱۰۰٪ تعلیق | >۰٫۸, <۱٫۲ |
| بار شناور            | <۰٫۸       |

### سرعت ته‌نشینی

خطوط جریان پیرامون کرهٔ در حال سقوط درون سیال. این وضعیت برای جریان آرام که عدد رینولدز ذره کم است، دقیق است. چنین وضعیتی برای ذرات کوچک در جریان لزج نیز متداول است. ذرات بزرگتر باعث ایجاد جریان آشفته می‌شوند.

سرعت ته‌نشینی (که سرعت سقوط یا سرعت حد نیز نامیده می‌شود) تابعی از عدد رینولدز ذره است. برای ذرات کوچک (با تقریب جریان آرام) می‌توان مقدار آن را با قانون استوکس محاسبه کرد. برای ذرات بزرگتر، سرعت ته‌نشینی از قانون درگ آشفته محاسبه می‌شود. دیتریخ در سال ۱۹۸۲ شمار زیادی از داده‌های منتشر شده را تفسیر و بر پایهٔ آن‌ها منحنی‌های تجربی سرعت ته‌نشینی را تهیه کرد. فرگوسن و چرچ در ۲۰۰۶ رابطهٔ جریان استوکس را با قانون درگ آشفته ترکیب کردند و معادله‌ای را که برای همهٔ اندازه‌های رسوب قابل استفاده باشد، ارائه کردند. معادلهٔ آن‌ها به صورت زیر بود:
{\displaystyle w_{s}={\frac {RgD^{2}}{C_{1}\nu +(0.75C_{2}RgD^{3})^{(0.5)}}}}
که در آن ws سرعت ته‌نشینی ذره، g شتاب گرانش و D قطر متوسط ذره هستند. {\displaystyle \nu } گرانروی آب و برای آب با دمای °۲۰ سلسیوس تقریباً ۱×۱۰-۶m۲/s است.
{\displaystyle C_{1}} و {\displaystyle C_{2}} ثابت‌های وابسته به شکل و همواری ذره هستند.
| ثابت                  | ذره هموار | ذره طبیعی: قطر الک | ذره طبیعی: قطر اسمی | حد ذرات بسیار شکسته |
| --------------------- | --------- | ------------------ | ------------------- | ------------------- |
| {\displaystyle C_{1}} | ۱۸        | ۱۸                 | ۲۰                  | ۲۴                  |
| {\displaystyle C_{2}} | ۰٫۴       | ۱٫۰                | ۱٫۱                 | ۱٫۲                 |

می‌توان معادلهٔ بالا را به گونه‌ای ساده‌سازی کرد که تنها بر حسب قطر ذره نوشته شود. برای ذرات طبیعی، از قطر الک استفاده می‌کنیم، g=۹٫۸ و مقادیر بالا را برای ν و R به کار می‌بریم؛ بنابراین سرعت ته‌نشینی به صورت زیر در می‌آید:
{\displaystyle w_{s}={\frac {16.17D^{2}}{1.8\cdot 10^{-5}+(12.1275D^{3})^{(0.5)}}}}

## نرخ انتقال

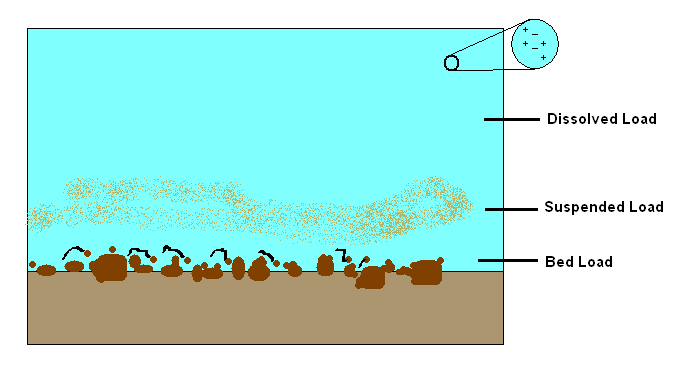
نمودار نمایشی نحوهٔ حمل انواع رسوب در جریان سیال. بار محلول جزء رسوبات نیست و از یون‌های تجزیه شده تشکیل شده‌است که در امتداد جریان حرکت می‌کنند. هرچند که ممکن است بخش بزرگی از مجموع مواد حمل شده توسط جریان را شامل شود.

روابط گوناگونی برای محاسبهٔ نرخ انتقال رسوب در بخش‌های مختلف جریان وجود دارند. معمولاً این روابط به سه دستهٔ بار بستر، بار معلق و بار شسته تقسیم می‌شوند.

### بار بستر
بار بستر به شکل لغزش، غلتش و جهش، با ضریبی از سرعت جریان، روی بستر منتقل می‌شود. عموماً بار بستر حدود ۵ تا ۱۰٪ مجموع بار رسوبی جریان را شامل می‌شود و اهمیت کمی در تعادل جرم دارد. این بخش، تنها جزء بار رسوبی است که با بستر اندرکنش دارد؛ بنابراین بار بستر، نقش بزرگی در شکل‌دهی بستر رودخانه یا ساحل دارد.
نرخ انتقال بار بستر معمولاً برحسب توانی از تنش برشی اضافی بی‌بعد بیان می‌شود. این تنش برشی، اختلاف تنش برشی بستر با تنش برشی بحرانی است:
{\displaystyle (\tau _{b}^{*}-\tau _{c}^{*})}
هم‌چنین می‌توان آن را به صورت نسبت تنش برشی بستر به تنش برشی بحرانی بیان کرد ({\displaystyle T_{s}}). این نسبت، تنش برشی بستر را به صورت ضریبی از مقدار معیار آستانهٔ حرکت نشان می‌دهد:
{\displaystyle T_{s}=\phi ={\frac {\tau _{b}}{\tau _{c}}}}
معمولاً توانی از این نسبت، در روابط انتقال رسوب به کار می‌رود.
اغلب روابط ارائه شده برای انتقال رسوب بستر، برحسب وزن رسوب خشک در واحد عرض جریان {\displaystyle b} هستند:
{\displaystyle q_{s}={\frac {Q_{s}}{b}}}
به دلیل سختی تخمین نرخ انتقال بار بستر، معمولاً این روابط تنها برای مکان‌هایی که برای آن‌ها طرح شده‌اند، مناسب هستند.

#### روابط رایج
میرپتر مولر
نرخ انتقال میرپتر و مولر که در سال ۱۹۴۸ ارائه شد، برای ذرات ریز شن با دانه‌بندی یکنواخت در {\displaystyle T_{s}} حدود ۸ توسعه یافت. بی‌بعدسازی از رابطهٔ زیر انجام شد.
{\displaystyle \tau *={\frac {\tau }{(\rho _{s}-\rho )(g)(D)}}}